# Васин, Владимир Валерьевич
Владимир Валерьевич Васин (19 января 1983, Москва, СССР) — российский футболист, полузащитник.

## Биография
Воспитанник СДЮШОР «Спартак» Москва. В 2001 году играл за дублирующую (13 матчей, один гол) и молодёжную команды (24 матчей, 10 голов). В 2002—2003 годах выступал за «Торпедо-ЗИЛ» / «Торпедо-Металлург», за дубль сыграл 29 игр, забил один мяч. 16 июля 2002 провёл единственную игру в чемпионате России — в домашнем матче 15 тура против «Уралана» вышел на замену на 85-й минуте. Вторую половину сезона-2003 отыграл в московском «Титане» из зоны «Центр» ПФЛ — 12 матчей. В дальнейшем выступал за клубы ЛФЛ «Долгопрудный» / «Долгие Пруды» (2004, 2007—2008), «Белое Братство» Красноармейск (2005—2007), «Приалит Реутов» (2009). В 2016—2017 годах — игрок клубов любительской лиги 8х8.